# Ilex venulosa
Ilex venulosa är en järneksväxtart som beskrevs av Joseph Dalton Hooker. Ilex venulosa ingår i släktet järnekar, och familjen järneksväxter. Utöver nominatformen finns också underarten I. v. simplicifrons.